# Giải bóng đá Vô địch Quốc gia 2012
Giải bóng đá Vô địch Quốc gia 2012, tên gọi chính thức là Giải bóng đá Vô địch Quốc gia Eximbank 2012 hoặc Giải bóng đá Ngoại hạng Eximbank 2012 (tiếng Anh: Eximbank V-League 2012) vì lý do tài trợ, là mùa giải thứ 29 và là mùa giải chuyên nghiệp thứ 12 của Giải bóng đá Vô địch Quốc gia. Giải đấu khởi tranh vào ngày 31 tháng 12 năm 2011 và kết thúc vào ngày 19 tháng 8 năm 2012 với 14 câu lạc bộ tham dự. Đây là năm thứ hai liên tiếp Ngân hàng Thương mại cổ phần Xuất nhập khẩu Việt Nam (Eximbank) là nhà tài trợ chính của giải đấu.
Mùa giải này là lần đầu tiên giải đấu được điều hành bởi Công ty Cổ phần bóng đá chuyên nghiệp Việt Nam (VPF).
Đương kim vô địch Sông Lam Nghệ An đã không thể bảo vệ thành công ngôi vương của mình khi đã để cúp lọt vào tay SHB Đà Nẵng, sau khi Đà Nẵng thắng Xi măng The Vissai Ninh Bình trên sân khách ở vòng đấu cuối cùng.

## Thay đổi trong mùa giải

### Thay đổi đội bóng
| Thăng hạng từ Giải Hạng Nhất 2011 - Sài Gòn Xuân Thành - Kienlongbank Kiên Giang | Xuống hạng Giải Hạng Nhất 2012 - Đồng Tâm Long An - Hà Nội ACB[a] |

^[a] Hà Nội ACB hợp nhất với Hoà Phát Hà Nội nên vẫn sẽ tiếp tục thi đấu tại V-League 2012 với tên Hà Nội. Đội xuống hạng là đội hình 2 với tên Trẻ Hà Nội.

### Tên gọi
Mùa giải 2012 là lần đầu tiên giải đấu được tổ chức với tên gọi mới là Super League (Giải Ngoại hạng), thay thế cho tên gọi V-League đã sử dụng kể từ năm 2011. Tuy nhiên, chỉ sau 3 vòng đấu, Tổng cục Thể dục Thể thao đã gửi công văn tới Liên đoàn Bóng đá Việt Nam (VFF) yêu cầu giữ tên gọi bằng tiếng Việt của giải bóng đá chuyên nghiệp vô địch quốc gia và trong tên viết tắt phải có chữ V (viết tắt của Việt Nam).
Vào ngày 7 tháng 2 năm 2012, VFF gửi công văn đến Công ty Cổ phần bóng đá chuyên nghiệp Việt Nam (VPF) yêu cầu giữ nguyên tên gọi của giải là "Giải bóng đá Vô địch quốc gia Eximbank 2012" (viết tắt là V-League Eximbank 2012). Sau đó một ngày, VPF gửi công văn đến VFF và Tổng cục Thể dục Thể thao đề nghị đổi tên giải Ngoại hạng (Super League Eximbank 2012) thành giải Ngoại hạng Việt Nam (V-Super League Eximbank 2012), tuy vậy, VFF đã yêu cầu VPF phải chấp hành đúng tinh thần công văn số 58.
Ngày 21 tháng 2 năm 2012, VPF thông báo thay đổi tên giải là Giải bóng đá Vô địch Quốc gia Eximbank 2012 - V-League.

## Các đội bóng

### Sân vận động
| Đội bóng                     | Địa điểm              | Sân vận động | Sức chứa | Huấn luyện viên  | Đội trưởng            |
| ---------------------------- | --------------------- | ------------ | -------- | ---------------- | --------------------- |
| Becamex Bình Dương           | Bình Dương            | Gò Đậu       | 25 000   | Cho Yoon-Hwan    | Huỳnh Quang Thanh     |
| SHB Đà Nẵng                  | Đà Nẵng               | Chi Lăng     | 30 000   | Lê Huỳnh Đức     | Nguyễn Minh Phương    |
| TĐCS Đồng Tháp               | Cao Lãnh              | Cao Lãnh     | 18 000   | Trần Công Minh   | Nguyễn Văn Mộc        |
| Vicem Hải Phòng              | Hải Phòng             | Lạch Tray    | 28 000   | Lê Thụy Hải      | Nguyễn Minh Châu      |
| Hoàng Anh Gia Lai            | Pleiku                | Pleiku       | 12 000   | Choi Yun-Kyum    | Phùng Văn Nhiên       |
| Khatoco Khánh Hòa            | Nha Trang             | 19 tháng 8   | 25 000   | Hoàng Anh Tuấn   | Lê Tấn Tài            |
| Kienlongbank Kiên Giang      | Rạch Giá              | Rạch Giá     | 10 000   | Lại Hồng Vân     | Nguyễn Ngọc Anh Thoại |
| Sài Gòn Xuân Thành[a]        | Thành phố Hồ Chí Minh | Thống Nhất   | 25 000   | Trần Tiến Đại    | Lê Phước Tứ           |
| Navibank Sài Gòn             | Thành phố Hồ Chí Minh | Thống Nhất   | 25 000   | Phạm Công Lộc    | Phan Văn Tài Em       |
| Sông Lam Nghệ An             | Vinh                  | Vinh         | 18 000   | Nguyễn Hữu Thắng | Nguyễn Huy Hoàng      |
| Hà Nội                       | Hà Nội                | Hàng Đẫy     | 22 500   | Hoa Mạnh Hưng    | Phạm Thành Lương      |
| Hà Nội T&T                   | Hà Nội                | Hàng Đẫy     | 22 500   | Phan Thanh Hùng  | Cristiano Roland      |
| Thanh Hóa                    | Thanh Hóa             | Thanh Hóa    | 14 000   | Triệu Quang Hà   | Mai Xuân Hợp          |
| Xi măng The Vissai Ninh Bình | Ninh Bình             | Ninh Bình    | 22 000   | Nguyễn Văn Sỹ    | Vũ Như Thành          |

^[a]  Từ 17 tháng 5, câu lạc bộ Sài Gòn FC lại lấy tên là Sài Gòn Xuân Thành.

### Thay đổi huấn luyện viên
| Đội                | Huấn luyện viên cũ | Hình thức | Ngày rời đi         | Vị trí đội bóng | Huấn luyện viên mới | Ngày đến            |
| ------------------ | ------------------ | --------- | ------------------- | --------------- | ------------------- | ------------------- |
| Hoàng Anh Gia Lai  | Huỳnh Văn Ảnh      | Thôi việc | 16 tháng 1 năm 2012 |                 | Choi Yun-Kyum       | 26 tháng 1 năm 2012 |
| Vicem Hải Phòng    | Nguyễn Đình Hưng   | Từ chức   | 16 tháng 1 năm 2012 | Thứ 14          | Lê Thụy Hải         | 26 tháng 1 năm 2012 |
| Sài Gòn Xuân Thành | Lư Đình Tuấn       | Sa thải   | 3 tháng 4 năm 2012  | Thứ 5           | Trần Tiến Đại       | 17 tháng 5 năm 2012 |
| TĐCS Đồng Tháp     | Trang Văn Thành    | Sa thải   |                     |                 | Trần Công Minh      |                     |
| Becamex Bình Dương | Đặng Trần Chỉnh    | Sa thải   | 24 tháng 4 năm 2012 | Thứ 6           | Cho Yoon-Hwan       | 24 tháng 4 năm 2012 |
| Hà Nội             | Nguyễn Thành Vinh  | Từ chức   | 7 tháng 5 năm 2012  | Thứ 9           | Hoa Mạnh Hưng       | 7 tháng 5 năm 2012  |

### Cầu thủ nước ngoài
Mỗi đội phải đăng ký 4 cầu thủ nước ngoài nhưng chỉ được sử dụng tối đa 3 cầu thủ nước ngoài trên sân. 
| Câu lạc bộ                   | Cầu thủ 1             | Cầu thủ 2              | Cầu thủ 3                 | Cầu thủ 4                 | Cầu thủ nhập tịch                                    | Cầu thủ cũ                    |
| ---------------------------- | --------------------- | ---------------------- | ------------------------- | ------------------------- | ---------------------------------------------------- | ----------------------------- |
| Becamex Bình Dương           | Philani               | Kpenosen Samson        | Danny van Bakel           | Udo Fortune               | Hélio Mykola Oleksandrovych Lytovka Theophilus Esele | Brian Umony                   |
| TĐCS Đồng Tháp               | Hammed Adesope        | Felix Gbenga Ajala     | Sunday Chibuike Ibeji     | Hodges Devon Derron       | Maxwell Eyerakpo                                     | Sydney Plaatjies              |
| Navibank Sài Gòn             | Vincent Bossou        | Edison Fonseca         | Aniekan Okon              | Willis Plaza              | Fabio dos Santos Nirut Surasiang                     | Ricardinho                    |
| SHB Đà Nẵng                  | Gaston Merlo          | Nicolás Hernández      | Klečkarovski Nikolče      | Krisztián Timár           |                                                      | Alexander Prent               |
| Hà Nội                       | Timothy Anjembe       | Aluspah Brewah         | Yves Simplice Mboussi     | Odinaka Ezeocha           | Johnny Nguyen                                        | Hassan Koeman Sesay           |
| Vicem Hải Phòng              | Thiago                | Fagan Andre Diego      | Kavin Bryan               | Edmund O. Ansah           |                                                      |                               |
| Kienlongbank Kiên Giang      | Ganiyu Bolaji Oseni   | Joseph Hendricks       | Speranza Giovanni         | Daal Dyron Rudolph        | Tcheuko Elmakoua Benoit                              | Akindele Abraham Friday Ibeji |
| Hoàng Anh Gia Lai            | Evaldo                | Bassey Akpan           | Paulo Ernesto Perreira    | Olushola Olumuyiwa Aganun | Sakda Joemdee Marcelo Barbieri                       | Kasule Owen                   |
| Khatoco Khánh Hòa            | Abraham Adelaja       | Agostinho              | Justice Majabvi           | José Pereira              | Jonathan Quartey Issfu Anssah                        |                               |
| Sài Gòn Xuân Thành           | Christian Nsi Amougou | Moses Oloya            | Geoffrey Kizito           | Antonio Carlos            | Huỳnh Kesley Alves Tostao Kwashi Rogerio M. Pereira  |                               |
| Hà Nội T&T                   | Gonzalo               | Cristiano Roland       | Ifeanyi Frederick Onuigbo | Samson Kayode             |                                                      | Attram Kwame                  |
| Sông Lam Nghệ An             | Abass Cheikh Dieng    | Hughton Hector         | Bebbe Gustave Anicet      | Dickson Nwakaeme          | Thierry N'Gale Jiemon                                | Shahdon Winchester            |
| Thanh Hóa                    | Micheal Andrew        | Sunday Emmanuel        | Gilson C. Da Silva        | Fikru Teferra             | Wandwasi Rodgers Đặng Văn Robert                     |                               |
| Xi măng The Vissai Ninh Binh | Gustavo               | A.A.Jean Baptiste John | Moussa Sanogo             | Ibrahim Abdul Razak       | Dio Preye                                            | Rodrigo Mota                  |

## Bảng xếp hạng
| VT | Đội                           | ST | T  | H  | B  | BT | BB | HS  | Đ  | Giành quyền tham dự hoặc xuống hạng |
| -- | ----------------------------- | -- | -- | -- | -- | -- | -- | --- | -- | ----------------------------------- |
| 1  | SHB Đà Nẵng (C)               | 26 | 14 | 6  | 6  | 47 | 31 | +16 | 48 | Tham dự vòng bảng Cúp AFC 2013      |
| 2  | Hà Nội T&T                    | 26 | 13 | 8  | 5  | 43 | 35 | +8  | 47 |                                     |
| 3  | Sài Gòn Xuân Thành            | 26 | 12 | 10 | 4  | 43 | 23 | +20 | 46 | Tham dự vòng bảng Cúp AFC 2013      |
| 4  | Sông Lam Nghệ An              | 26 | 9  | 14 | 3  | 45 | 31 | +14 | 41 |                                     |
| 5  | Hoàng Anh Gia Lai             | 26 | 11 | 6  | 9  | 33 | 33 | 0   | 39 |                                     |
| 6  | Becamex Bình Dương            | 26 | 10 | 6  | 10 | 32 | 31 | +1  | 36 |                                     |
| 7  | Navibank Sài Gòn              | 26 | 8  | 11 | 7  | 32 | 30 | +2  | 35 |                                     |
| 8  | Xi măng The Vissai Ninh Bình  | 26 | 10 | 3  | 13 | 40 | 49 | −9  | 33 |                                     |
| 9  | Hà Nội                        | 26 | 9  | 5  | 12 | 46 | 47 | −1  | 32 |                                     |
| 10 | Kienlongbank Kiên Giang       | 26 | 9  | 5  | 12 | 30 | 39 | −9  | 32 |                                     |
| 11 | Thanh Hóa                     | 26 | 9  | 5  | 12 | 32 | 36 | −4  | 32 |                                     |
| 12 | Khatoco Khánh Hoà             | 26 | 9  | 5  | 12 | 34 | 35 | −1  | 32 |                                     |
| 13 | Tập đoàn Cao su Đồng Tháp (R) | 26 | 7  | 9  | 10 | 32 | 37 | −5  | 30 | Xuống hạng V.League 2 2013          |
| 14 | Vicem Hải Phòng               | 26 | 3  | 5  | 18 | 27 | 59 | −32 | 14 |                                     |

1. ↑  Sài Gòn Xuân Thành giành quyền tham dự Cúp AFC 2013 với tư cách là đội vô địch Cúp Quốc gia 2012.
2. 1 2 3 4  Điểm đối đầu: Hà Nội 12, Kienlongbank Kiên Giang 10, Thanh Hóa 7, Khatoco Khánh Hòa 6.
3. ↑  Vicem Hải Phòng đứng cuối bảng nhưng tiếp tục thi đấu ở mùa giải kế tiếp vì mua lại suất của Khatoco Khánh Hòa, đội đã giải thể do thiếu kinh phí.

### Vị trí các đội qua các vòng đấu
| Đội \ Vòng đấu     | 1  | 2  | 3  | 4  | 5  | 6  | 7  | 8  | 9  | 10 | 11 | 12 | 13 | 14 | 15 | 16 | 17 | 18 | 19 | 20 | 21 | 22 | 23 | 24 | 25 | 26 |
| ------------------ | -- | -- | -- | -- | -- | -- | -- | -- | -- | -- | -- | -- | -- | -- | -- | -- | -- | -- | -- | -- | -- | -- | -- | -- | -- | -- |
| Hà Nội T&T         | 4  | 1  | 2  | 1  | 1  | 1  | 1  | 1  | 2  | 2  | 1  | 1  | 2  | 1  | 1  | 1  | 1  | 1  | 1  | 1  | 2  | 2  | 1  | 1  | 1  | 2  |
| SHB Đà Nẵng        | 3  | 3  | 1  | 3  | 4  | 3  | 3  | 3  | 3  | 4  | 5  | 2  | 1  | 3  | 2  | 2  | 3  | 2  | 2  | 2  | 1  | 1  | 2  | 2  | 3  | 1  |
| Sài Gòn Xuân Thành | 5  | 9  | 3  | 2  | 2  | 2  | 2  | 2  | 1  | 1  | 3  | 5  | 6  | 2  | 3  | 3  | 2  | 3  | 3  | 3  | 3  | 3  | 3  | 3  | 2  | 3  |
| Sông Lam Nghệ An   | 9  | 4  | 4  | 6  | 7  | 6  | 5  | 5  | 6  | 7  | 4  | 3  | 4  | 5  | 6  | 6  | 5  | 4  | 4  | 4  | 4  | 4  | 4  | 4  | 4  | 4  |
| Navibank Sài Gòn   | 5  | 8  | 12 | 8  | 11 | 12 | 9  | 11 | 11 | 9  | 8  | 7  | 7  | 10 | 10 | 10 | 8  | 6  | 5  | 5  | 9  | 6  | 7  | 8  | 7  | 7  |
| Hoàng Anh Gia Lai  | 1  | 2  | 6  | 10 | 8  | 8  | 7  | 4  | 5  | 5  | 6  | 6  | 3  | 4  | 4  | 4  | 4  | 5  | 6  | 7  | 5  | 7  | 8  | 6  | 5  | 5  |
| Hà Nội             | 12 | 14 | 9  | 12 | 12 | 9  | 10 | 9  | 9  | 10 | 11 | 10 | 9  | 7  | 9  | 9  | 7  | 9  | 7  | 9  | 10 | 9  | 9  | 10 | 11 | 9  |
| Becamex Bình Dương | 2  | 5  | 10 | 5  | 6  | 5  | 6  | 7  | 4  | 3  | 2  | 4  | 5  | 6  | 7  | 7  | 6  | 9  | 9  | 9  | 7  | 9  | 6  | 5  | 6  | 6  |
| Thanh Hóa          | 9  | 10 | 5  | 9  | 10 | 10 | 12 | 12 | 12 | 12 | 9  | 9  | 9  | 9  | 5  | 5  | 9  | 7  | 9  | 10 | 9  | 10 | 10 | 9  | 9  | 11 |
| Vissai Ninh Bình   | 5  | 12 | 7  | 4  | 3  | 4  | 4  | 6  | 7  | 6  | 7  | 9  | 11 | 11 | 13 | 11 | 13 | 11 | 10 | 6  | 6  | 5  | 5  | 7  | 9  | 9  |
| TĐCS Đồng Tháp     | 5  | 11 | 13 | 7  | 5  | 7  | 9  | 10 | 10 | 11 | 10 | 12 | 13 | 13 | 12 | 13 | 11 | 10 | 11 | 11 | 11 | 11 | 13 | 13 | 13 | 13 |
| K. Kiên Giang      | 4  | 7  | 11 | 13 | 13 | 14 | 14 | 14 | 13 | 13 | 13 | 13 | 12 | 12 | 11 | 9  | 10 | 12 | 12 | 12 | 12 | 12 | 11 | 12 | 10 | 10 |
| Khatoco Khánh Hòa  | 11 | 6  | 9  | 12 | 9  | 11 | 11 | 9  | 9  | 9  | 12 | 11 | 10 | 9  | 9  | 11 | 12 | 13 | 13 | 13 | 13 | 13 | 12 | 11 | 12 | 12 |
| Vicem Hải Phòng    | 13 | 13 | 14 | 14 | 14 | 13 | 13 | 13 | 14 | 14 | 14 | 14 | 14 | 14 | 14 | 14 | 14 | 14 | 14 | 14 | 14 | 14 | 14 | 14 | 14 | 14 |

Cập nhật lần cuối: ngày 5 tháng 3 năm 2014
Nguồn: Eximbank V-League
Chú thích: Kết quả vòng 14 tính cả hai trận đấu bù của vòng 13

## Lịch thi đấu và kết quả
| Nhà \ Khách[1]          | BBD | SDN | TDT | VHP | HAN | HGL | KKH | KKG | NVB | XTS | SNA | T&T | THO | VNB |
| Becamex Bình Dương      |     | 1–2 | 1–0 | 5–3 | 3–1 | 1–2 | 0–2 | 2–0 | 1–1 | 1–1 | 0–0 | 1–3 | 4–1 | 3–1 |
| SHB Đà Nẵng             | 1–0 |     | 0–1 | 2–1 | 2–0 | 4–1 | 3–2 | 2–2 | 0–0 | 2–1 | 1–1 | 2–0 | 1–0 | 3–0 |
| TDCS Đồng Tháp          | 0–0 | 3–3 |     | 3–0 | 2–2 | 0–0 | 3–1 | 1–3 | 3–1 | 0–4 | 0–1 | 1–3 | 3–2 | 4–1 |
| Hải Phòng               | 0–1 | 2–3 | 1–1 |     | 1–1 | 2–0 | 3–1 | 1–3 | 1–1 | 2–3 | 2–2 | 0–2 | 2–0 | 0–3 |
| Hà Nội                  | 4–1 | 3–3 | 2–1 | 5–0 |     | 3–2 | 4–1 | 1–3 | 1–1 | 0–1 | 0–0 | 0–1 | 3–1 | 1–2 |
| Hoàng Anh Gia Lai       | 2–0 | 2–0 | 1–0 | 3–1 | 2–1 |     | 0–0 | 3–0 | 0–2 | 0–3 | 2–2 | 0–0 | 2–0 | 2–1 |
| Khatoco Khánh Hòa       | 1–1 | 1–2 | 1–0 | 1–0 | 1–2 | 3–0 |     | 1–0 | 3–0 | 2–2 | 1–0 | 1–1 | 0–1 | 4–0 |
| Kienlongbank Kiên Giang | 1–0 | 2–1 | 0–2 | 1–0 | 2–1 | 2–3 | 1–0 |     | 2–0 | 0–2 | 0–3 | 1–1 | 0–0 | 0–0 |
| Navibank Sài Gòn        | 0–1 | 3–1 | 0–0 | 2–2 | 4–1 | 0–0 | 1–0 | 3–1 |     | 2–2 | 1–1 | 2–0 | 2–0 | 1–2 |
| Xuân Thành Sài Gòn      | 0–1 | 2–1 | 3–1 | 4–0 | 2–0 | 1–1 | 2–1 | 1–0 | 1–1 |     | 2–2 | 0–0 | 0–0 | 4–1 |
| Sông Lam Nghệ An        | 1–1 | 0–4 | 0–0 | 5–2 | 2–0 | 2–0 | 3–1 | 2–2 | 1–1 | 1–1 |     | 2–2 | 0–0 | 5–3 |
| Hà Nội T&T              | 1–0 | 2–1 | 1–1 | 2–1 | 3–1 | 1–3 | 1–1 | 2–1 | 3–1 | 1–0 | 2–6 |     | 3–2 | 2–3 |
| Thanh Hóa               | 2–1 | 0–0 | 4–0 | 3–0 | 3–5 | 2–1 | 1–2 | 2–1 | 2–0 | 1–1 | 2–0 | 2–4 |     | 1–0 |
| Vissai Ninh Bình        | 1–2 | 1–3 | 2–2 | 2–0 | 2–3 | 2–1 | 3–1 | 4–1 | 1–2 | 2–0 | 0–2 | 2–2 | 1–0 |     |

Cập nhật lần cuối: ngày 19 tháng 8 năm 2012.
Nguồn: Eximbank V-League
1 ^ Đội chủ nhà được liệt kê ở cột bên tay trái.
Màu sắc: Xanh = Chủ nhà thắng; Vàng = Hòa; Đỏ = Đội khách thắng.

## Thống kê mùa giải

### Theo cầu thủ

#### Cầu thủ ghi bàn hàng đầu
| TT | Tên cầu thủ           | Đội bóng                | Số bàn thắng |
| -- | --------------------- | ----------------------- | ------------ |
| 1  | Timothy Anjembe       | Hà Nội                  | 17           |
| 2  | Gastón Merlo          | SHB Đà Nẵng             | 16           |
| 3  | Samson Kayode         | Hà Nội T&T              | 14           |
| 3  | Christian Nsi Amougou | Sài Gòn Xuân Thành      | 14           |
| 3  | Huỳnh Kesley Alves    | Sài Gòn Xuân Thành      | 14           |
| 3  | Felix Gbenga Ajala    | TĐCS Đồng Tháp          | 14           |
| 4  | Nguyễn Văn Quyết      | Hà Nội T&T              | 12           |
| 4  | Moussa Sanogo         | XM The Vissai Ninh Bình | 12           |
| 5  | Lê Công Vinh          | Hà Nội                  | 11           |
| 5  | Evaldo                | Hoàng Anh Gia Lai       | 11           |
| 5  | Ganiyu Bolaji Oseni   | Kienlongbank Kiên Giang | 11           |

#### Bàn phản lưới nhà
- Vicem Hải Phòng: Phạm Xuân Phú (22) – trong trận Vicem Hải Phòng gặp CLB BĐ HN tại vòng 12
- Becamex Bình Dương: Danny Val Bakel (83) – trong trận gặp CLB BĐ HN tại vòng 14
- Tập đoàn Cao Su Đồng Tháp: Nguyễn Thanh Hiền (22) – trong trận gặp CLB HAGL tại vòng 24
- Thanh Hóa: Lê Xuân Anh (4) – trong trận gặp TĐCS Đồng Tháp tại vòng 26
- Sông Lam Nghệ An: Âu Văn Hoàn (2) – trong trận gặp K.Khánh Hòa tại vòng 26

## Các giải thưởng

### Giải thưởng tháng
| Các giải thưởng xuất sắc nhất tháng | Các giải thưởng xuất sắc nhất tháng | Các giải thưởng xuất sắc nhất tháng | Các giải thưởng xuất sắc nhất tháng | Các giải thưởng xuất sắc nhất tháng |
| ----------------------------------- | ----------------------------------- | ----------------------------------- | ----------------------------------- | ----------------------------------- |

### Giải thưởng chung cuộc
- Cầu thủ xuất sắc nhất: Nguyễn Minh Phương (SHB Đà Nẵng).
- Vua phá lưới: Timothy Anjembe (Hà Nội) - 17 bàn
- Huấn luyện viên xuất sắc nhất: Lê Huỳnh Đức (SHB Đà Nẵng)[18]
- Hội Cổ động viên tốt nhất: Hội cổ động viên SHB Đà Nẵng.[19]
- Trọng tài xuất sắc nhất: Võ Quang Vinh.

| Giải bóng đá Vô địch Quốc gia 2012 Nhà vô địch |
| ---------------------------------------------- |
| SHB Đà Nẵng Lần thứ ba                         |

## Sự việc xoay quanh giải đấu

### Tranh cãi về bản quyền truyền hình
Ngày 28 tháng 12 năm 2011, Tổng Giám đốc Công ty cổ phần bóng đá chuyên nghiệp (VPF) Phạm Ngọc Viễn ký công văn gửi ông Phạm Nhật Vũ, Chủ tịch Hội đồng Quản trị Công ty Cổ phần Viễn thông và Truyền thông An Viên (AVG) đề nghị thương thảo về hợp đồng chuyển nhượng thương quyền truyền hình bóng đá đã được ký kết giữa AVG với Liên đoàn bóng đá Việt Nam (VFF) ngày 8 tháng 12 năm 2010. VPF muốn tách riêng hợp đồng của các giải đấu do VFF tổ chức và hợp đồng của các giải đấu do VPF tổ chức cũng như thay đổi thời hạn hợp đồng từ 20 năm xuống 3 năm và giá trị hợp đồng truyền hình tối thiểu là 10 tỷ đồng một năm.
Để đáp lại, AVG đã bác bỏ sự tồn tại của VPF và khẳng định chỉ làm việc với VFF. Sau buổi làm việc với VFF chiều ngày 28 tháng 11 năm 2011, AVG yêu cầu VFF phải tôn trọng quyền và lợi ích hợp pháp của AVG liên quan đến hợp đồng bản quyền bóng đá đã được ký kết và VFF phải thống nhất trước với AVG nếu có bất cứ sự thay đổi nào về những điều khoản trong hợp đồng để đảm bảo tính kế thừa, toàn vẹn của hợp đồng đã ký.
Trưa ngày 29 tháng 12 năm 2011, VPF và Đài Truyền hình Việt Nam (VTV) đã họp để bàn giao hợp đồng bản quyền truyền hình của giải bóng đá vô địch quốc gia 2012, cũng như cho phép VTV và các đơn vị trực thuộc được tuyên truyền, truyền hình trực tiếp và phát lại các trận bóng đá của các giải bóng đá chuyên nghiệp Việt Nam. Theo một thành viên Hội đồng quản trị của VPF, giá trị bản hợp đồng giữa VPF và VTV trong 3 năm là hơn 74 tỷ đồng, trong đó riêng năm 2012 là 20 tỷ. Ngay lập tức, AVG khẳng định việc VPF bàn giao hợp đồng bản quyền truyền hình cho VTV là hành vi vi phạm pháp luật và họ sẽ bảo vệ quyền lợi hợp pháp của mình.
Ngay sau đó, ngày 30 tháng 12 năm 2011, VFF đã có công văn nhắc nhở VPF về bản quyền truyền hình các giải bóng đá chuyên nghiệp mùa giải 2012. Đồng thời, VFF đưa ra Giấy chứng nhận sở hữu thương quyền truyền hình bóng đá năm 2012 xác nhận AVG là đơn vị sở hữu thương quyền và khai thác bản quyền truyền hình các giải bóng đá chuyên nghiệp Việt Nam năm 2012. Chủ tịch VFF Nguyễn Trọng Hỷ khẳng định cơ quan chưa ký văn bản chính thức chuyển giao hợp đồng bản quyền truyền hình giữa VFF và AVG cho VPF. Phó Chủ tịch VPF Nguyễn Đức Kiên đã viết trong công văn phúc đáp VFF: "Việc VFF khẳng định là tổ chức duy nhất sở hữu các quyền liên quan đến các giải bóng đá chuyên nghiệp Việt Nam và đã ký hợp đồng độc quyền khai thác bản quyền truyền hình các giải bóng đá chuyên nghiệp Việt Nam với AVG từ năm 2011 - 2030 là không phù hợp với quy định của Điều 53 Luật Thể thao và Điều 12 NĐ 112/2007 NĐCP ngày 26.6.2007 của Chính phủ. Công ty VPF cho rằng việc VFF ký hợp đồng bản quyền với AVG khi không được các CLB bóng đá chuyên nghiệp ủy quyền là trái quy định của pháp luật Việt Nam...".
Ngay lập tức, VFF ra công văn số 1105/CV-LĐBĐVN để trả lời công văn số 23 của VPF, trong đó khẳng định việc ký kết hợp đồng giữa VFF và AVG là hoàn toàn đúng pháp luật Việt Nam và giải thích quy trình thương thảo và ký hợp đồng bản quyền truyền hình giữa hai đơn vị này.
Khi chưa giải quyết xong bản quyền truyền hình giữa VFP, VFF và AVG, tối ngày 30 tháng 12 năm 2011, AVG đã thông báo hoàn thành việc thỏa thuận với VTV và một số đài truyền hình khác. Theo thỏa thuận này, VTV được phép tự ghi hình, sản xuất và phát trực tiếp hai trận thuộc vòng 1 giải vô địch quốc gia.
Ngày 3 tháng 1 năm 2012, AVG gửi công văn số 01/TTAV-CV yêu cầu Đài Truyền hình kỹ thuật số (VTC) bồi thường và phải lên tiếng xin lỗi vi tường thuật trực tiếp trận đấu giữa Xi măng The Vissai Ninh Bình và TĐCS Đồng Tháp ngày 1 tháng 1.
Ngày 4 tháng 1 năm 2012, VFF gửi công văn số 06/CV-LĐBĐVN tới VPF để làm rõ nội dung Nghị quyết số 426/QN-LĐBĐVN ký ngày 28 tháng 12 năm 2011 (về việc giao quyền quản lý, tổ chức, điều hành và khai thác thương quyền các giải bóng đá chuyên nghiệp Việt Nam cho VPF). Công văn nói rõ "VFF là chủ sở hữu duy nhất giải bóng đá vô địch quốc gia và các giải bóng đá chuyên nghiệp tại Việt Nam..." và "... việc VPF không thừa nhận quyền sở hữu các giải đấu bóng đá chuyên nghiệp Việt Nam của VFF như vừa qua là việc cố tình không hiểu các quy định tối thiểu cần thiết của pháp luật thể thao và Điều lệ của Liên đoàn cũng như không tôn trọng Liên đoàn bóng đá Việt Nam.".
Cùng ngày, VPF đáp trả công văn số 06/CV-LĐBĐVN nói trên bằng 2 công văn số 26/CV/VPF/2012 và 29/CV/VPF/2012. Công văn đầu tiên gửi lên 3 Bộ Tư pháp, Văn hóa, Thể thao và Du lịch và Thông tin và Truyền thông để đề nghị xem xét lại tính hợp pháp của hợp đồng chuyển nhượng bản quyền truyền hình số 08/HĐ/2010/VFF-AVG ngày 8/12/2010 của AVG và VFF. Trong đó viết "... VFF chưa có được sự đồng ý của người có thẩm quyền của các câu lạc bộ bóng đá chuyên nghiệp về việc ủy quyền cho VFF đại diện các câu lạc bộ đàm phán, ký kết Hợp đồng chuyển nhượng bản quyền truyền hình các giải thi đấu bóng đá chuyên nghiệp" và "... vào thời điểm ký Hợp đồng ngày 8/12/2010, AVG không có giấy phép hoạt động truyền hình theo các quy định của pháp luật". Đồng thời, AVG cũng gửi công văn số 02/TTAV-AV đến Bộ Văn hóa, Thể thao và Du lịch Việt Nam, đề nghị Bộ kiểm tra, làm rõ những vấn đề liên quan đến bản hợp đồng 08/HDD2010/VFF-AVG. Còn công văn thứ hai cho thấy ngày 4 tháng 1, ông Võ Quốc Thắng (Chủ tịch VPF) và ông Nguyễn Đức Kiên (Phó chủ tịch VPF) đã làm việc với Thường trực VFF (gồm Chủ tịch Nguyễn Trọng Hỷ và Phó chủ tịch Lê Hùng Dũng) về vấn đề bản quyền truyền hình và đề nghị VFF 2 việc: "Công ty VPF cho phép các đài truyền hình trung ương và địa phương được phép truyền phát sóng các trận đấu miễn phí các giải đấu bóng đá chuyên nghiệp" và "VFF sớm cung cấp cho VPF các văn bản chấp thuận hoặc phê chuẩn hợp đồng số 08 của các cơ quan quản lý Nhà nước có thẩm quyền, các văn bản chấp thuận của các CLB bóng đá chuyên nghiệp và giấy phép hoạt động truyền hình của AVG.".
Ngày 5 tháng 1, VTC trả lời AVG bằng công văn số 11/THKTS và cho rằng "...VTC chỉ dừng việc phát sóng trực tiếp các trận đấu trong khuôn khổ giải vô địch quốc gia 2012 nếu VPF chính thức có văn bản yêu cầu VTC dừng phát sóng.", "... không liên quan gì đến việc tranh chấp bản quyền giữa VPF và AVG..." và "dự kiến sẽ phát sóng trực tiếp trận đấu giữa hai đội Vicem Hải Phòng và Navibank Sài Gòn trên SVĐ Lạch Tray thành phố Hải Phòng vào ngày 7/1/2012". Tuy nhiên, AVG và VFF cũng cho biết AVG sẽ sản xuất và truyền hình trực tiếp trận đầu này. Và trận đấu giữa 2 đội Vicem Hải Phòng và Navibank Sài Gòn đã có 2 đơn vị truyền hình trực tiếp dù ban đầu VTC không được phép vào sân làm việc.
Ngày 6 tháng 1 năm 2012, VFF gửi công văn số 14/CV-LĐBĐVN tới đến các câu lạc bộ bóng đá chuyên nghiệp yêu cầu các câu lạc bộ thực hiện đúng hợp đồng bản quyền bóng đã giữa VFF và AVG, đồng thời yêu cầu các đài truyền hình chỉ được phát sóng các trận đấu khi AVG cho phép.
Ngày 9 tháng 1 năm 2012, Văn hóa, Thể thao và Du lịch gửi công văn số 65/BVHTTDL-TTr đến VFF và các sở Văn hóa, Thể thao và Du lịch về việc thực hiện các quy định đối với bản quyền truyền hình giải bóng đá chuyên nghiệp quốc gia. Công văn cho biết Bộ đã thành lập đoàn thanh tra việc ký hợp đồng chuyển nhượng thương quyền bóng đá giữa VFF và AVG, đồng thời Bộ yêu cầu VFF và các sở tôn trọng hợp đồng đó trước khi có kết luận thanh tra.
Ngày 11 tháng 1 năm 2012, lãnh đạo VPF (gồm Chủ tịch Võ Quốc Thắng, 2 Phó chủ tịch Nguyễn Đức Kiên và Đoàn Nguyên Đức, trưởng ban kiểm soát Lê Tiến Anh, Tổng giám đốc Phạm Ngọc Viễn và Phó tổng giám đốc Phạm Phú Hòa) đã lần lượt làm việc với Tổng cục Thể dục Thể thao và Bộ trưởng Bộ Văn hóa, Thể thao và Du lịch Hoàng Tuấn Anh về bản quyền truyền hình bóng đá.
Ngày 12 tháng 1 năm 2012, VPF gửi công văn số 38 CV/VPF/2012 tới Thủ tướng đề nghị xem xét và chỉ đạo các bộ, ngành kiểm tra tính pháp lý của hợp đồng chuyển nhượng bản quyền truyền hình giữa VFF và AVG. Ngay trưa cùng ngày, Văn phòng Chính phủ đã gửi công văn số 268/VPCP - KGVX đến Bộ Văn hóa, Thể thao và Du lịch. Công văn ghi rõ Thủ tướng Nguyễn Tấn Dũng yêu cầu Bộ trưởng Bộ Văn hóa, Thể thao và Du lịch chỉ đạo việc thanh tra bản hợp đồng bản quyền truyền hình và đảm bảo giải bóng đá quốc gia được các đài truyền hình truyền hình trực tiếp, liên tục, rộng rãi cả nước, đáp ứng nhu cầu của nhân dân.
Gần 1 tháng sau, ngày 10 tháng 2 năm 2012, Bộ Tư pháp gửi công văn số 791/BTP-PLDSKT cho Bộ Văn hóa, Thể thao và Du lịch khẳng định VFF có quyền sở hữu thương quyền các giải đấu do đơn vị này tổ chức và thoả thuận về thời hạn 20 năm giữa VFF và AVG là không trái luật.
Chiều ngày 16 tháng 2, Bộ Văn hóa, Thể thao và Du lịch đã thông báo kết luận thanh tra của Bộ về việc ký kết hợp đồng chuyển nhượng thương quyền đối với các giải bóng đá thuộc VFF: "Việc ký kết hợp đồng thương quyền bóng đá giữa VFF và AVG đã được thực hiện theo đúng các quy định của pháp luật, được pháp luật thừa nhận. Tuy nhiên, có một số nội dung còn chưa phù hợp nhưng những nội dung này không làm ảnh hưởng đến hiệu lực của các phần còn lại của Hợp đồng."
VPF ngay lập tức gửi công văn đến Bộ Văn hóa, Thể thao và Du lịch và Thanh tra Chính phủ khiếu nại về kết quả thanh tra nói trên. Ngày 17 tháng 2, 3 đại diện của VFF trong hội đồng quản trị VPF gửi thông báo đến Chủ tịch VPF để phản đối việc VPF tiếp tục khiếu nại bản hợp đồng bản quyền truyền hình giữa VFF và AVG.
Ngày 18 tháng 2, VTC thông báo ngưng phát sóng 2 giải bóng đá vô địch quốc gia và hạng nhất từ vòng 6 đến khi vấn đề bản quyền truyền hình được các bên làm rõ. Chủ tịch AVG Phạm Nhật Vũ khẳng định AVG "sẵn sàng rút lui không nhận một xu để nhường lại bản quyền truyền hình cho VPF" nếu VPF bán được bản quyền truyền hình là 70 tỷ đồng cho 3 mùa bóng.